# Cappella Mediterranea
Cappella Mediterranea is een barokensemble dat in 2005 werd opgericht door de Argentijnse dirigent Leonardo García Alarcón. Het ensemble poogt terug te gaan naar de esthetische idealen van componisten uit Zuid-Europa in de 17e eeuw en een wereldwijd publiek te vinden voor muziek uit de volkstradities van rond de Middellandse zee. en specialiseert zich in de dominante muziekgenres uit die periode: het madrigaal, het polyfone motet en de opera. Het ensemble werkt vaak samen met het Chœur de Chambre de Namur waar García Alarcón ook artistiek directeur is.
Cappella Mediterranea legt zich ook toe op de herontdekking van vergeten muziek, zoals ‘Il Diluvio Universale’ en ‘Nabucco’ van Michelangelo Falvetti, een Siciliaanse componist uit de 17e eeuw. Het ensemble heeft ook nieuwe versies gebracht van repertoirestukken als de Vespers en ‘Orfeo’ van Monteverdi of de ‘Hohe Messe’ van Bach.
In 2013 presenteerde Cappella Mediterranea de opera 'Elena' van Francesco Cavalli op het Festival d'Aix-en-Provence. Dit betekende de internationale doorbraak van het ensemble. Sindsdien speelden ze in grote operahuizen en op internationale festivals, zoals de Opéra National de Paris, de Opéra Royal de Versailles, het Festival d'Ambronay,  het Festival van Saint Denis bij Parijs, de Victoria Hall in Genève, hetThéâtre du Châtelet in Parijs, het Konzerthaus in Wenen, Carnegie Hall in New York, het Teatro Colón in Buenos Aires. In België was Cappella Mediterranea onder andere al te zien in Bozar en Flagey in Brussel, deSingel in Antwerpen en het concertgebouw in Brugge. In Nederland speelde het ensemble onder andere in het Concertgebouw in Amsterdam. In 2018 werd Cappella Mediterranea voor enkele seizoenen resident in de Opéra de Dijon.
Het ensemble nam al meer dan 30 albums op, die verschenen bij de labels Ambronay Editions, Naïve en Ricercar.
Cappella Mediterranea werd meermaals bekroond met internationale prijzen, zoals de Editor's Choice van de BBC, Diamant d'Or van Opéra Magazine, Choc de Classica, Diapason d'or, en de ffff de Télérama.

## Geselecteerde discografie
- Barbara Strozzi: Virtuosissima Compositrice - Leonardo Garcia Alarcón, Cappella Mediterranea – Ambronay Éditions – AMY020 (2009)
- Henry Purcell: Dido and Aeneas - La Nouvelle Menestrandie, Cappella Mediterranea, Leonardo Garcia Alarcón - Ambronay Éditions – AMY022 (2010)
- Matheo Romero: Romerico Florido -  Ensemble Clematis, Cappella Mediterranea, Leonardo García-Alarcón – Ricercar – RIC 308 (2010)
- Sogno Barocco - Anne Sofie Von Otter, Sandrine Piau, Cappella Mediterranea, Leonardo García Alarcón - Naïve – V 5286 (2012)
- Carmina Latina - Choeur de Chambre de Namur, Cappella Mediterranea, Ensemble Clematis, Leonardo Garcia Alarcón - Ricercar – RIC 334 (2013)
- Claudio Monteverdi: Vespro Della Beata Vergine (1610) - Chœur De Chambre De Namur, Cappella Mediterranea, Leonardo Garcia Alarcón – Ambronay Éditions – AMY 041 (2014)
- Monteverdi: I 7 Peccati Capitali - Cappella Mediterranea, Leonardo Garcia Alarcón – Alpha Classics – Alpha 249 (2016)
- Claudio Monteverdi: Lettera Amorosa - Mariana Florès, Cappella Mediterranea, Leonardo Garcia Alarcón – Ricercar - RIC 390 (2018)
- Jacques Arcadelt: Motetti - Madrigali - Chansons – Choeur de Chambre de Namur, Cappella Mediterranea, Doulce Mémoire – Ricercar – RIC 392 (2018)
- Juan Manuel Serat y El Siglo de Oro - Cappella Mediterranea, Leonardo Garcia Alarcón – Alpha Classics – Alpha 428 (2018)